# Camphorosma monspeliaca
La alcanforada o canforada (Camphorosma monspeliaca) es una especie de planta herbácea perteneciente a la familia Amaranthaceae.

## Taxonomía
Camphorosma monspeliaca fue descrita por Carlos Linneo y publicado en Species Plantarum 1: 122, en 1753.

#### Etimología
Véase: Camphorosma
monspeliaca: epíteto latino geográfico que alude a su localización en Montpellier.

## Galería

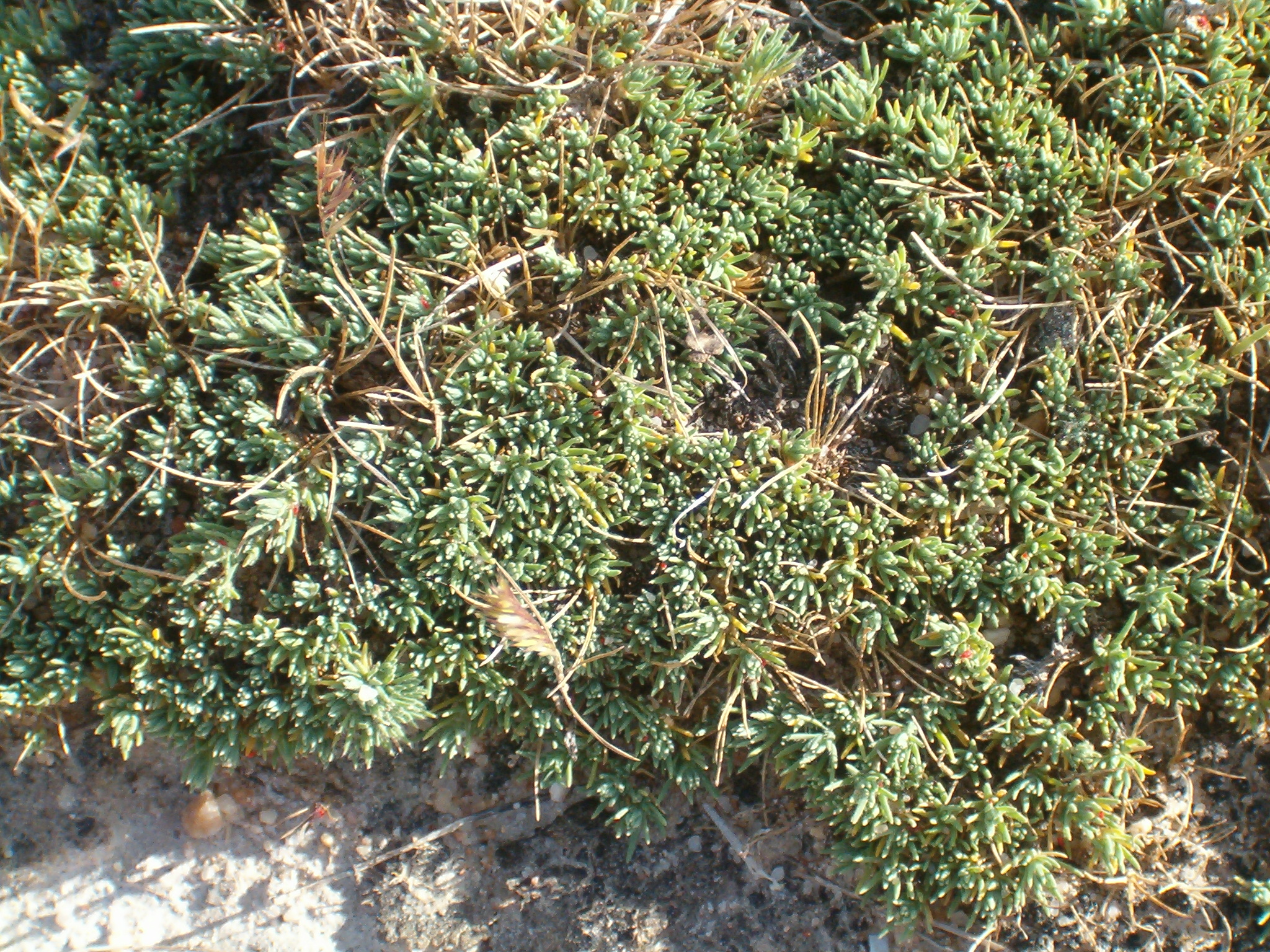
En su hábitat, en Salamanca, Castilla y León, España.
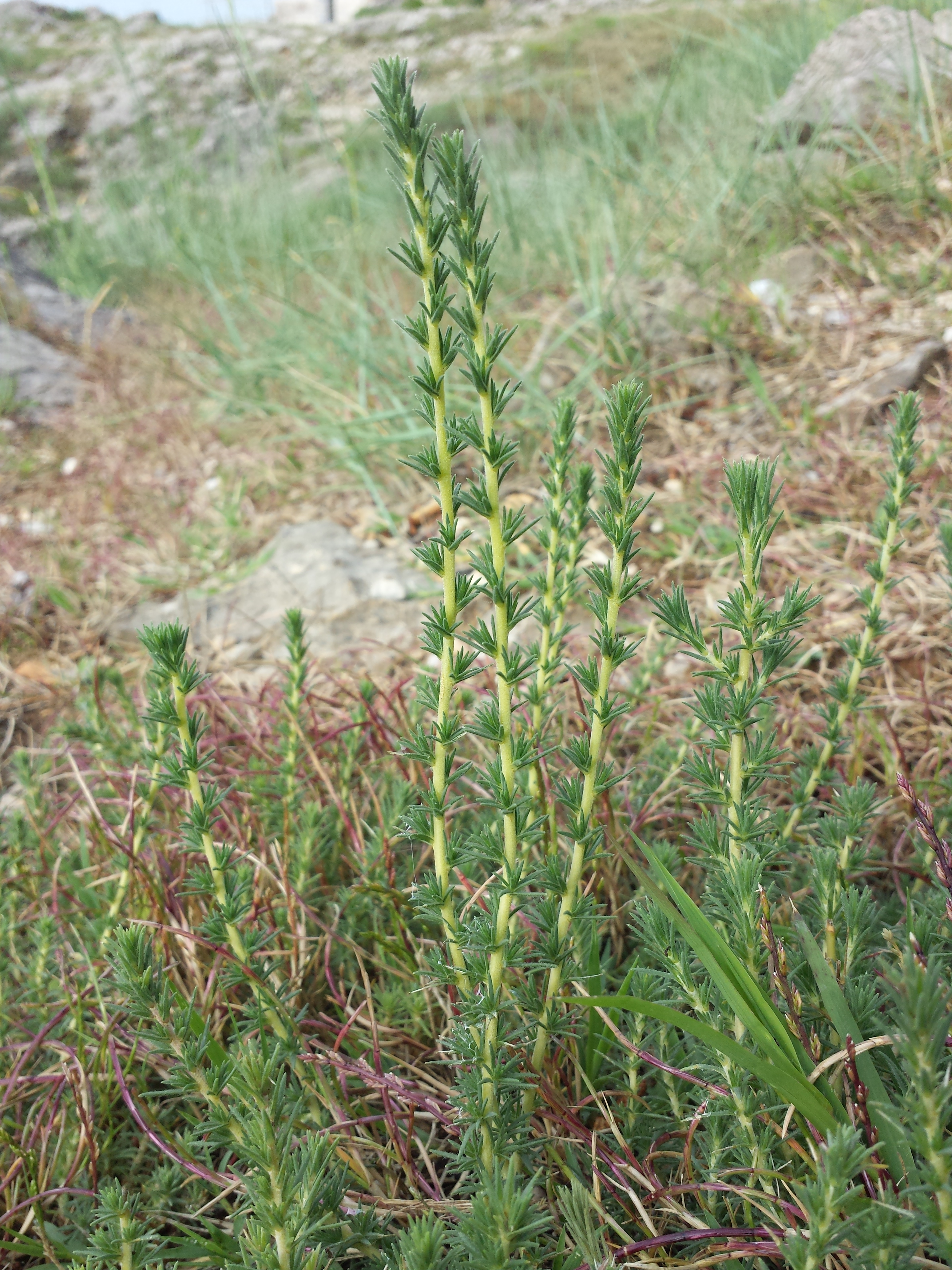
Vista de la planta
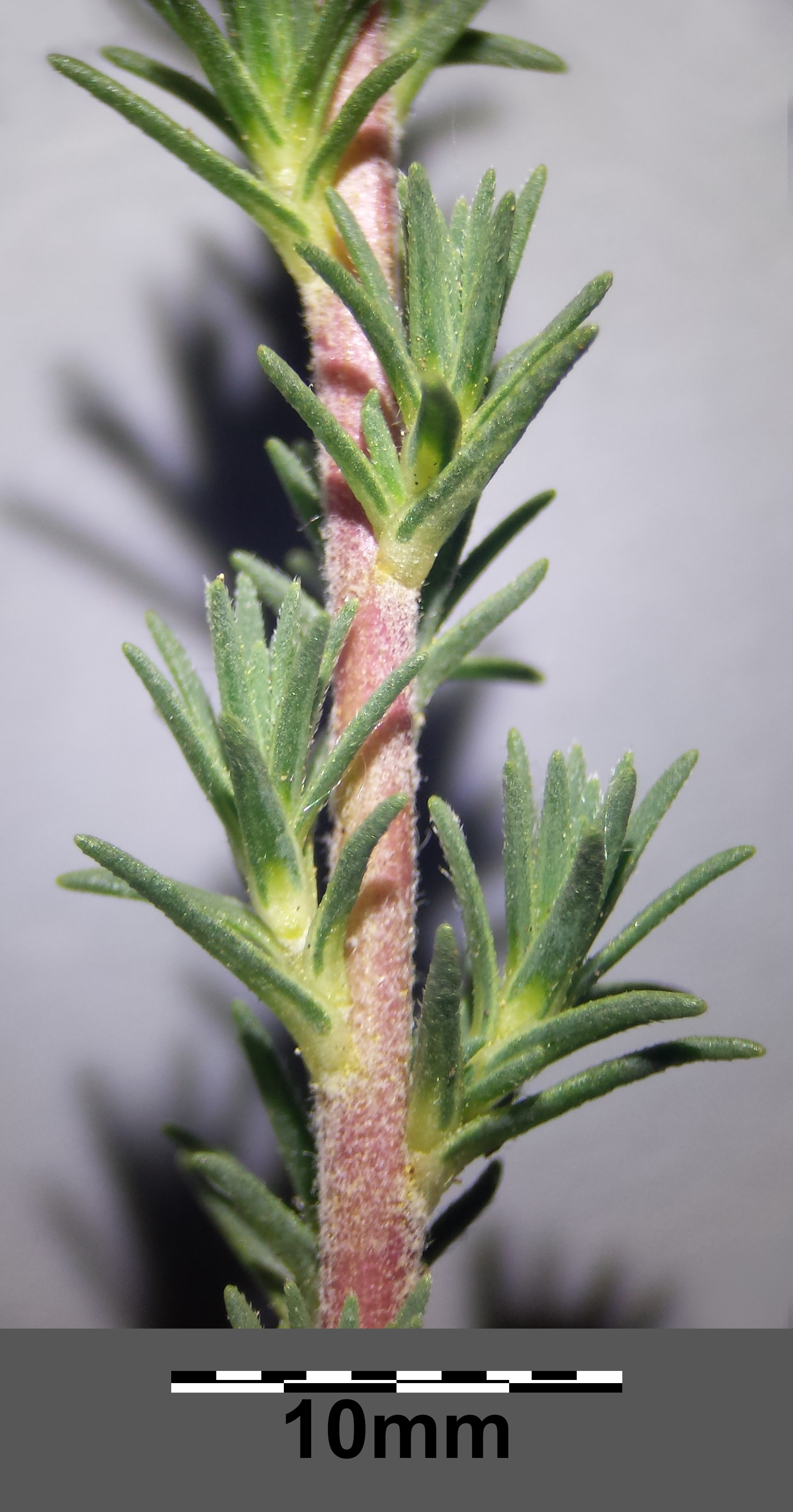
Detalle de las hojas
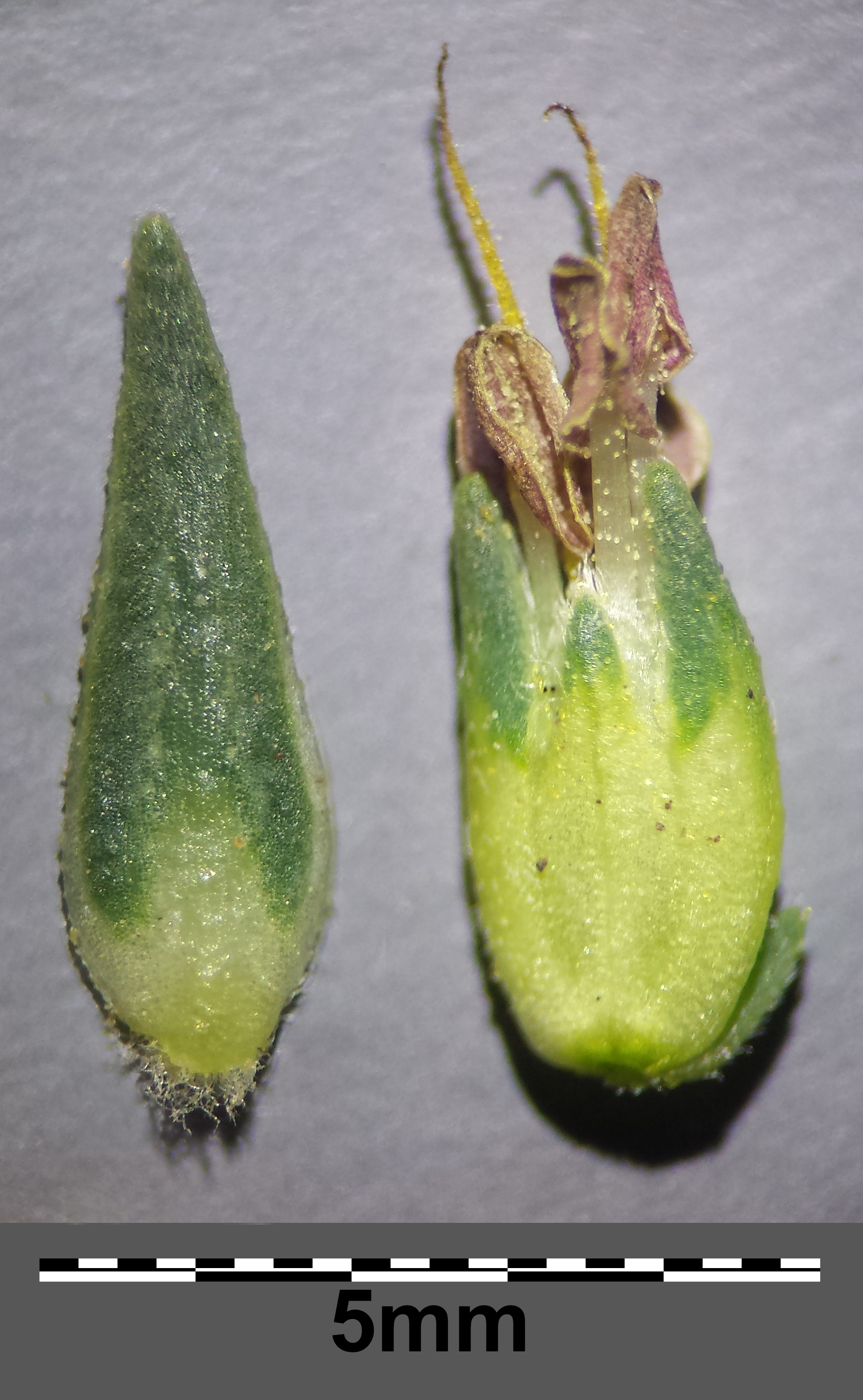
Detalle de bráctea y flor

## Nombres comunes
- Español: alcanforada, alcanforada de Montpellier, canforada, canforada de Montpellier, rebollo, sisallo alcanforado, sisallo canforado.[5]